# Francis Lane
Francis Adonijah Lane (23. září 1874, Chicago, Illinois – 17. února 1927, tamtéž) byl americký atlet – sprinter, účastník 1. letních olympijských her 1896 v Aténách.
Francis Lane absolvoval v roce 1891 střední školu ve městě Franklin v Ohiu, v roce 1897 promoval na Princetonské univerzitě a nastoupil na Lékařskou fakultu Washingtonské university v St. Louis (Missouri) se specializací na oční lékařství. Posléze se stal vedoucím oftalmologických oddělení několika nemocnic v Chicagu. Zemřel v roce 1927 a je pohřben na Greenwood Cemetery v Rockfordu (Illionis).
V době olympiády 1896 byl Lane jedním ze čtyř studentů Princetonské univerzity, kteří se vydali soutěžit do Řecka (dále Robert Garrett, Albert Tyler a Herbert Jamison). Šestnáctidenní plavba z Ameriky do Evropy na rozbouřeném moři způsobila Laneovi velké zdravotní potíže a do Atén se dostal ve velmi špatném stavu.
Přestože se Lane nestal olympijským vítězem, nesmazatelně se zapsal do historie novodobých olympiád. Rozběhy na 100 m konané 6. dubna 1896 se totiž staly první soutěží her a Francis Lane zvítězil v prvním z nich časem 12.2 s. Finálový závod se uskutečnil o čtyři dny později a poté, co se odhlásil další Američan Thomas Curtis, kterého čekalo finále na 110 m překážek, běželo v něm pět závodníků. Zatímco o vítězi se rozhodovalo mezi Tomem Burke a Fritzem Hofmannem, o třetí místo se strhl urputný boj, v němž nebylo možné určit lepšího. Mezinárodní olympijský výbor přiznává nakonec 3. místo Laneovi i slovenskému závodníku Alojzu Sokolovi (maďarsky Alajos Szokolyi), závodícímu za Maďarsko. Jak bylo během prvních olympiád zvykem, odměna za třetí místo se neudělovala.